# Etteldorf
Etteldorf in der Eifel ist eine Ortsgemeinde im Eifelkreis Bitburg-Prüm in Rheinland-Pfalz. Sie gehört seit dem 1. Juli 2014 der Verbandsgemeinde Bitburger Land an.

## Geographie
Etteldorf liegt unmittelbar südwestlich von Kyllburg in einem weiten Bogen der Kyll. Weitere Nachbargemeinden sind Wilsecker im Süden und Malberg im Nordosten.

## Geschichte

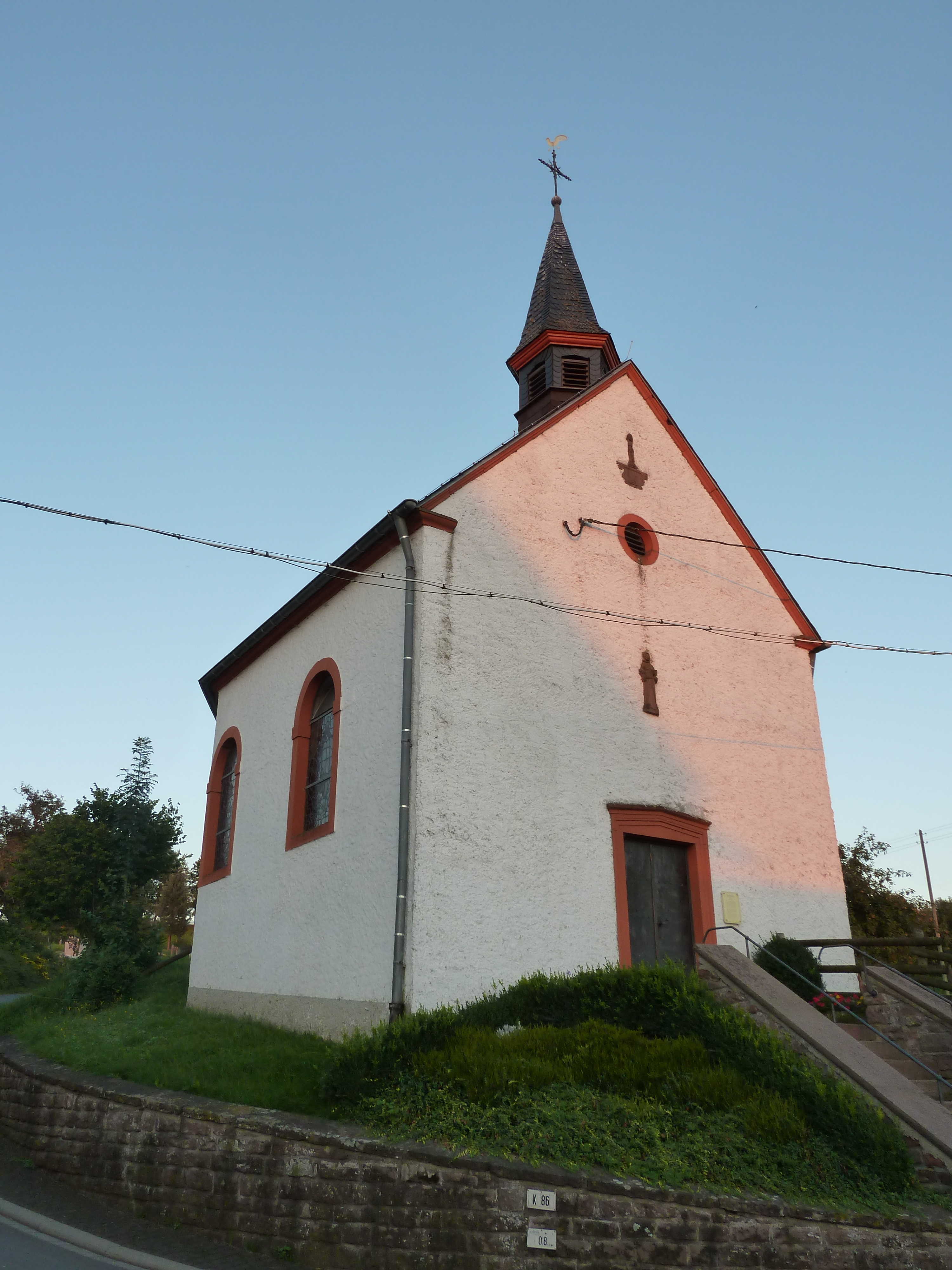
Katholische Filialkirche St. Maria

Etteldorf wurde  erstmals 893 im Prümer Urbar als Ettellendorpht erwähnt. Im 14. Jahrhundert entstand im Kurfürstentum Trier das Amt Kyllburg, zu dem Etteldorf gehörte. Im Trierer Feuerbuch von 1563 sind für den „Hof Etteldorf“ zwei Feuerstellen (Haushalte) verzeichnet, 1684 nur eine Feuerstelle. Die kurtrierische Landeshoheit bestand bis zum Ende des 18. Jahrhunderts.
Im Jahr 1794 hatten französische Revolutionstruppen das Linke Rheinufer besetzt. Unter der französischen Verwaltung wurde Etteldorf 1798 dem Kanton Kyllburg zugeordnet, der zum Arrondissement Prüm im Saardepartement gehörte.
Aufgrund der Beschlüsse auf dem Wiener Kongress kam die Region 1815 zum Königreich Preußen. Unter der preußischen Verwaltung kam Etteldorf 1816 zur Bürgermeisterei Kyllburg zum neu gebildeten Kreis Bitburg im Regierungsbezirk Trier.
Bevölkerungsentwicklung
Die Entwicklung der Einwohnerzahl von Etteldorf, die Werte von 1871 bis 1987 beruhen auf Volkszählungen.
| Jahr | Einwohner |
| ---- | --------- |
| 1815 | 15        |
| 1835 | 38        |
| 1871 | 68        |
| 1905 | 49        |
| 1939 | 46        |
| 1950 | 41        |
| 1961 | 29        |

| Jahr | Einwohner |
| ---- | --------- |
| 1970 | 33        |
| 1987 | 24        |
| 1997 | 29        |
| 2005 | 29        |
| 2011 | 26        |
| 2017 | 28        |

## Politik

### Gemeinderat
Der Gemeinderat in Etteldorf besteht aus sechs Ratsmitgliedern, die bei der Kommunalwahl am 9. Juni 2024 in einer Mehrheitswahl gewählt wurden, und dem ehrenamtlichen Ortsbürgermeister als Vorsitzendem.

### Bürgermeister
Norbert Crames wurde am 1. Juli 2004 Ortsbürgermeister von Etteldorf. Da bei der Direktwahl am 9. Juni 2024 kein Wahlvorschlag eingereicht wurde, oblag die Neuwahl des Bürgermeisters gemäß rheinland-pfälzischer Gemeindeordnung dem Rat. Dieser bestätigte Crames auf der konstituierenden Sitzung am 26. August 2024 für weitere fünf Jahre in seinem Amt.

### Wappen
| Wappen von Etteldorf | Blasonierung: „Unter silbernem Schildhaupt mit durchgehendem rotem Kreuz in Rot goldener Dornenpfahl, vorn goldene, dreizackige Krone, hinten sieben goldene Erlenblätter.“ |
| Wappen von Etteldorf | Die Genehmigung zur Führung dieses Wappens wurde der Ortsgemeinde am 21. Dezember 2011 von der Kommunalaufsicht der Kreisverwaltung des Eifelkreises Bitburg-Prüm erteilt.  |

## Sehenswürdigkeiten
Sehenswert ist vor allem die Katholische Filialkirche St. Maria.

St. Maria (Etteldorf)
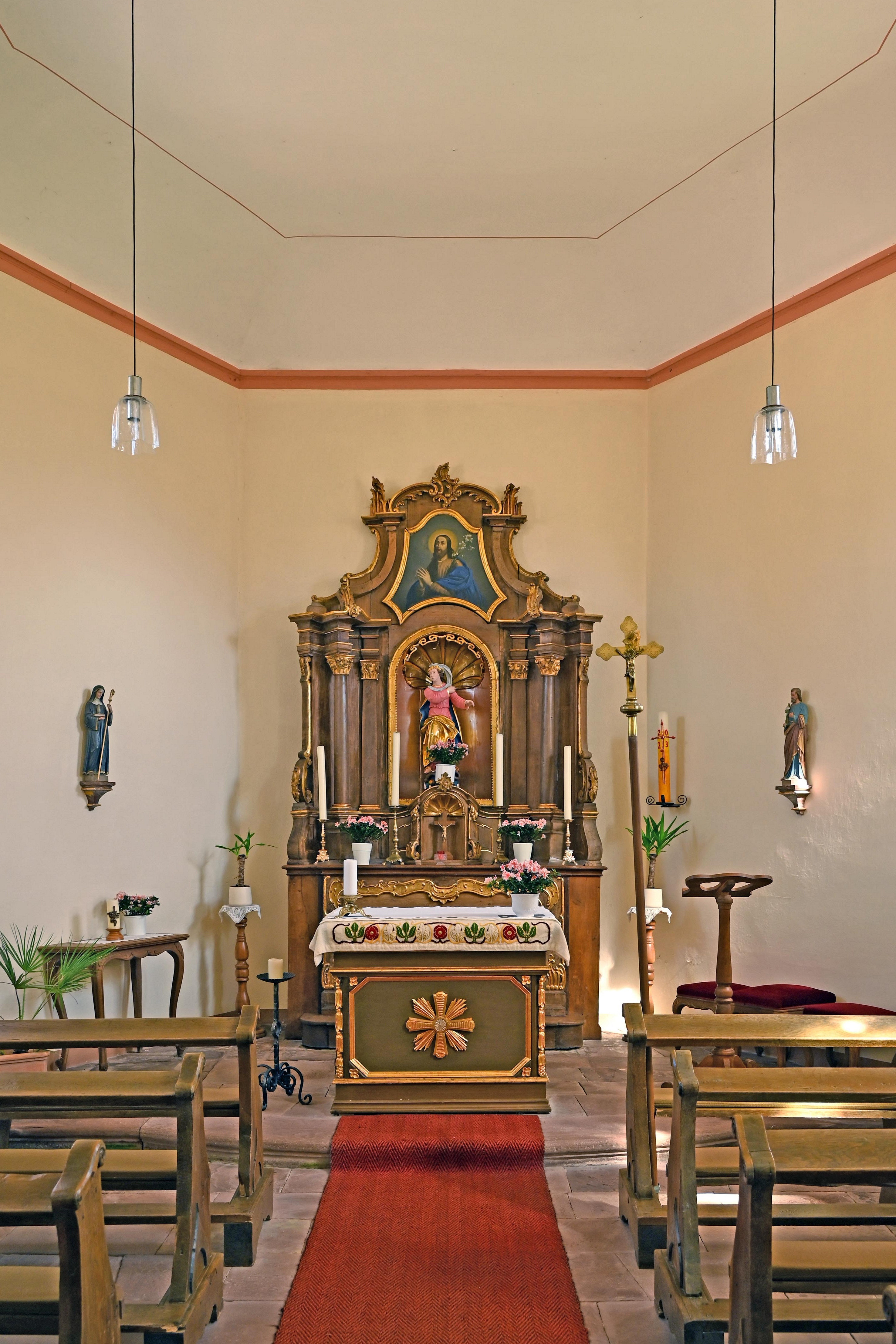
Innenraum
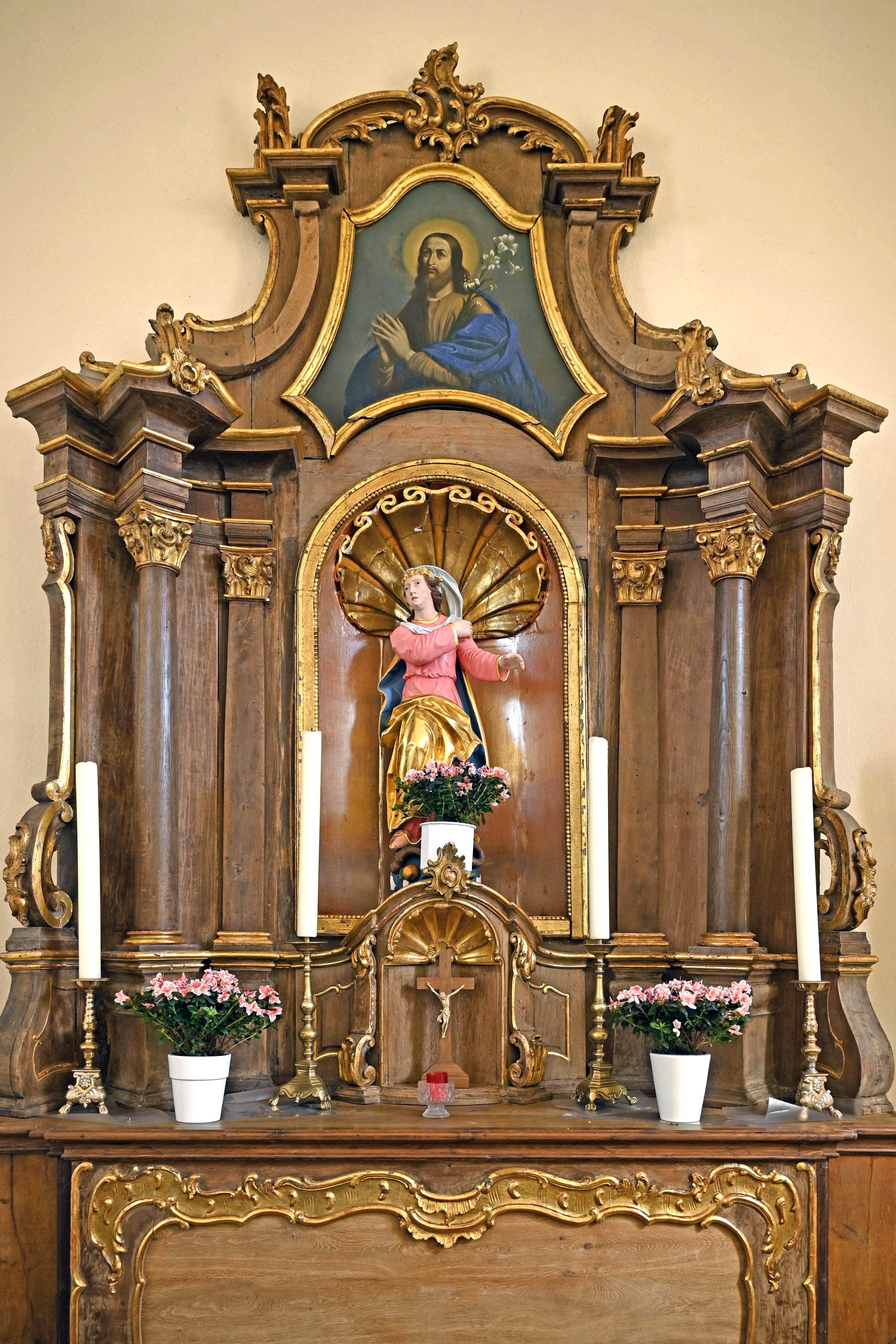
Hochaltar
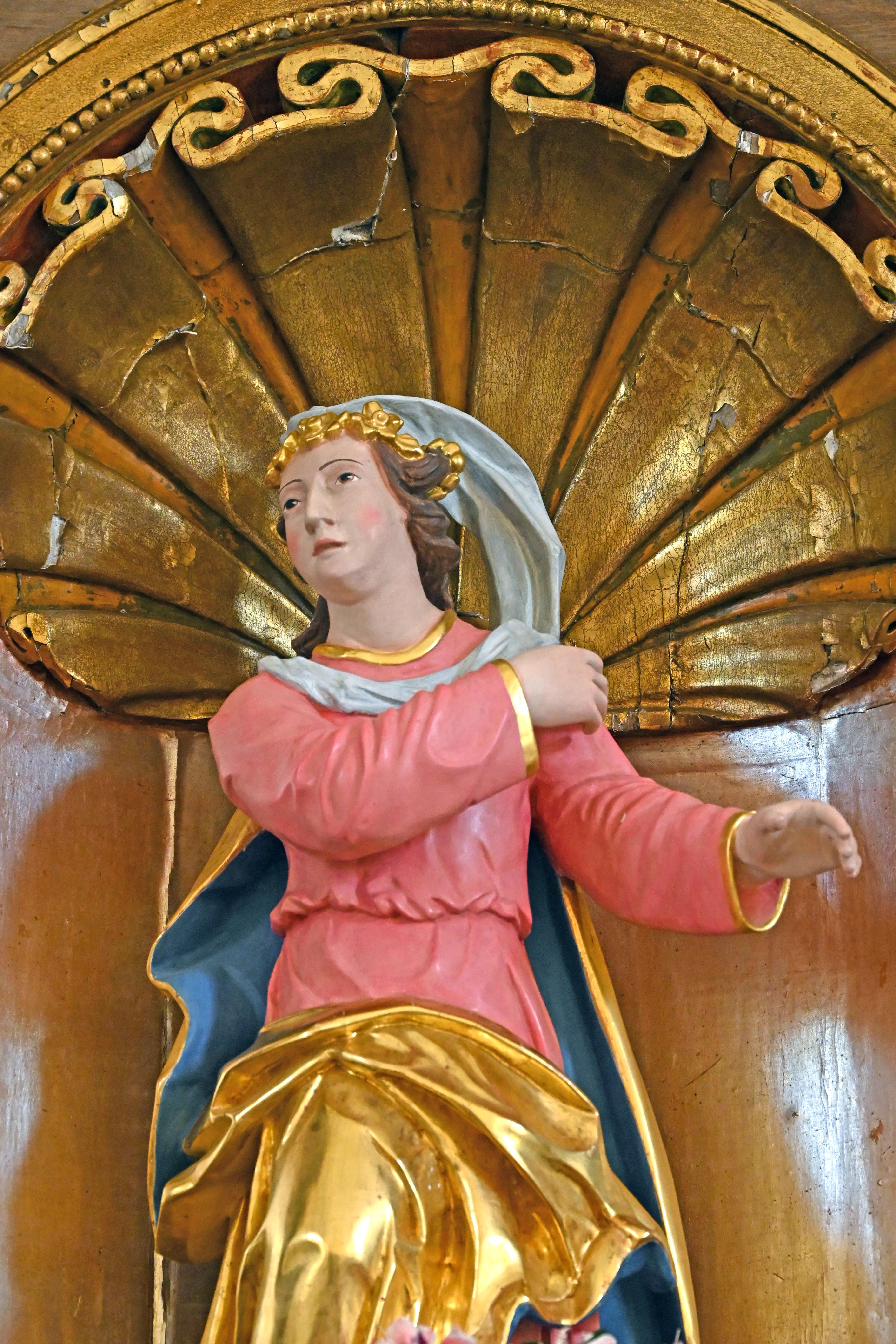
Marienstatue
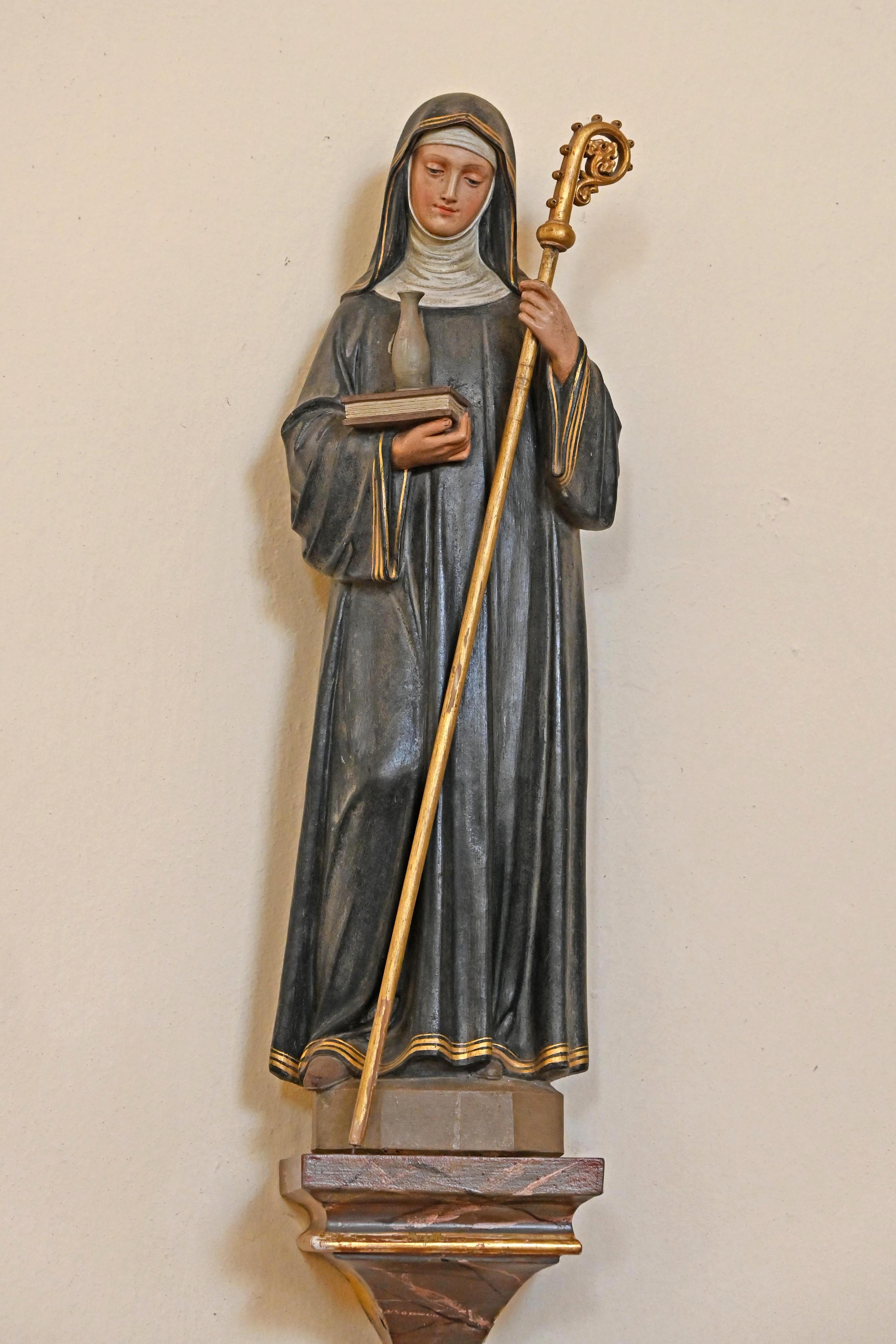
St. Odilia
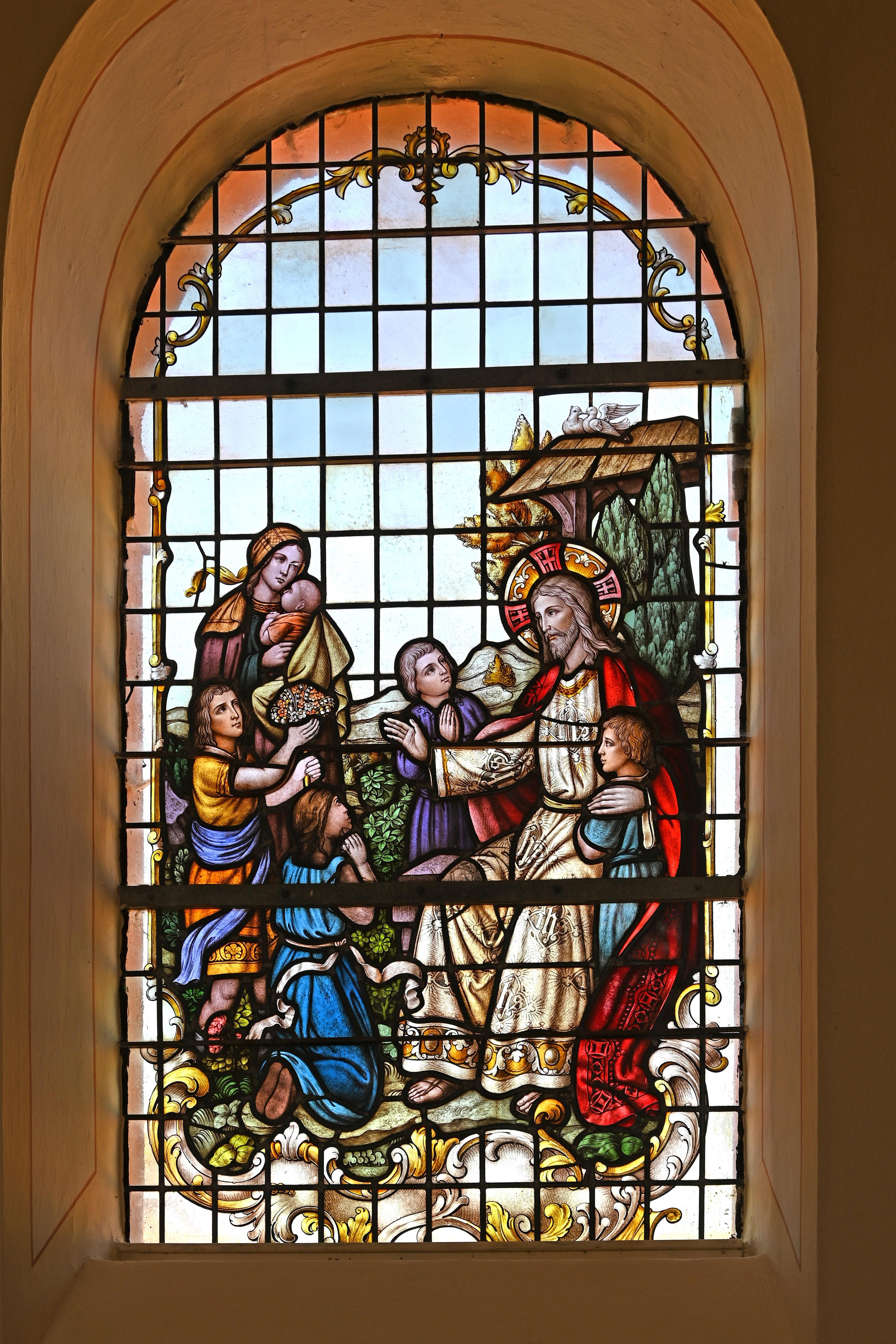
Fenster

Siehe auch: Liste der Kulturdenkmäler in Etteldorf